# Jean Philippon
Pour les personnes ayant le même patronyme, voir Philippon.
Jean Philippon, né le 1er novembre 1909 à Bordeaux et mort le 11 novembre 1982 à Paris, est un officier de marine et agent de renseignement français. Il est particulièrement connu pour son rôle dans la résistance intérieure française et le renseignement militaire au profit des Alliés pendant la Seconde Guerre mondiale. 
Officier de marine en poste à Brest, il communique de 1940 à 1942 des renseignements ayant facilité la mise hors de combat de cuirassés et croiseurs allemands. Après la guerre, il accède aux plus hauts grades de la Marine, il est notamment sous-chef de l'état-major général, puis chef de l'État-major particulier du président de la République française, devient ensuite vice-amiral d'escadre, commandant de l'escadre de la Méditerranée.

## Biographie
Jean Armand Marc Philippon, usuellement appelé Jean Philippon, est le fils de Paul Philippon, ingénieur centralien, et de Renée Labory. Son père avait été marié en premières noces à la sœur de Paul Glotin. Jean Philippon choisit de devenir officier de marine et entre à l'École navale en 1928.
Jean Philippon sort de l 'Ecole Navale comme enseigne de vaisseau de 2e classe en 1930, et navigue en escadre d'instruction sur le croiseur Suffren puis sur un aviso, l’Antarès, dans l'océan Indien, et stationne ensuite en Indochine. Nommé enseigne de vaisseau de 1re classe en 1932, il devient en juin 1933 le second d'une canonnière en Indochine, l'Avalanche.
En 1934, il suit à Toulon les cours de l'école de navigation sous-marine. Ensuite second du sous-marin Naïade, puis sur le torpilleur Typhon en juillet 1936, il participe aux opérations de surveillance et aux évacuations de civils dues à la guerre civile en Espagne. Lieutenant de vaisseau, il est nommé second du sous-marin Ouessant en octobre 1938, et navigue aux Antilles et aux États-Unis.

### Seconde Guerre mondiale
Après la déclaration de guerre, il patrouille dans l'Atlantique Nord. Le sous-marin est en réparation à Brest lorsque les Allemands y arrivent en juin 1940 ; l'Ouessant est alors sabordé et son équipage est dispersé. Le lieutenant de vaisseau Philippon est nommé sur place, à Brest.

#### Renseignement au profit des Alliés
Il est parmi les rares officiers à rester à la base navale de Brest, et est susceptible de fournir des renseignements précieux. Dès juin 1940, le colonel Rémy le rencontre et le fait intégrer son réseau de résistance, la Confrérie Notre-Dame, particulièrement dédié au renseignement militaire.
Pendant plus d'un an, Philippon renseigne les Alliés sur les mouvements des navires allemands dans le port de Brest, et sur les préparatifs faits pour les accueillir. Ces renseignements permettent notamment à l'aviation anglaise de toucher gravement les croiseurs Scharnhorst et Gneisenau, d'endommager le Prinz Eugen, et de couler le super-cuirassé Bismarck,,.
Philippon est nommé ensuite à Toulon en avril 1942, sur le croiseur Foch qui est sabordé en novembre lors de l'envahissement de la zone libre par les Allemands. Philippon est mis alors en congé.

### Guerre d'Indochine
Nommé à Bordeaux en septembre 1944, il devient capitaine de corvette en août 1945. Il prend le commandement de l'aviso Annamite et participe à la guerre d'Indochine. Il prend une large part aux opérations dans le delta du Mékong, au Tonkin, au Cambodge.

### États-majors et commandements

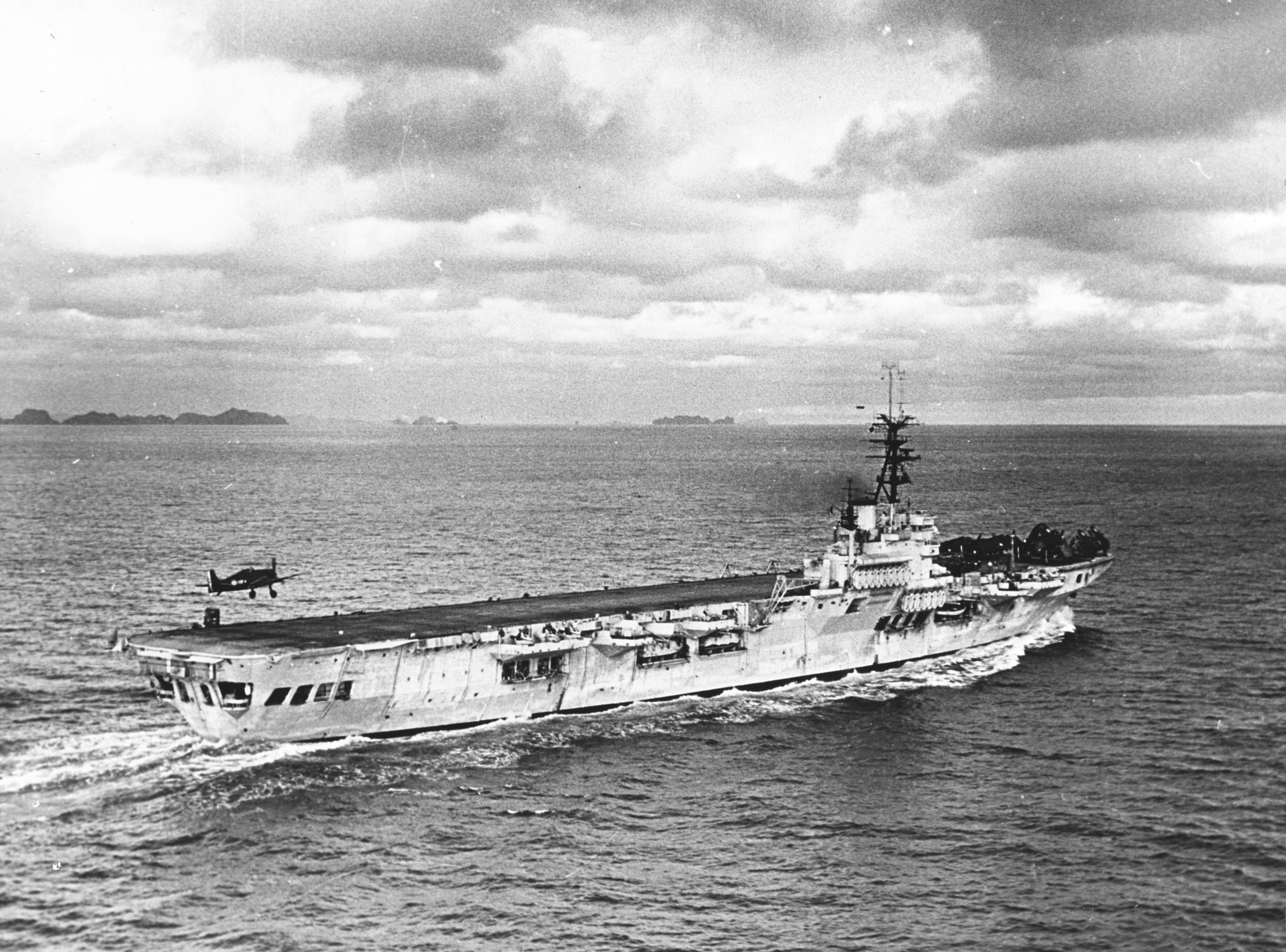
Il commande le porte-avions Arromanches lors de l'expédition de Suez.

Après la guerre d'Indochine, Philippon sert alternativement dans les états-majors et dans des commandements opérationnels. Nommé à la direction du personnel militaire en décembre 1946, il est à partir d'août 1947 adjoint au directeur de cabinet du ministre de la Marine, et promu capitaine de frégate en décembre 1947. Il travaille notamment aux premières études pour la rénovation de la flotte.
Après avoir commandé un aviso à partir de juillet 1949, il devient en octobre 1950 le chef d'état-major du groupe d'action sous-marine. Il est capitaine de vaisseau en août 1952. En 1956, il participe à l'expédition de Suez comme commandant du porte-avions Arromanches.
En janvier 1958, il est au Centre des hautes études militaires. En juin suivant, il fait partie de l'état-major du ministre des Armées. Il proteste contre les suppressions et les réductions budgétaires, concernant notamment la marine, et donne sa démission en janvier 1959.
Le général de Gaulle demande en avril 1959 son rappel au service. Philippon est alors affecté à l'état-major particulier du président de la République, et nommé contre-amiral en août 1959. En 1960, il est major général du port Sidi-Abdallah, au fond du golfe de Bizerte. En mai 1960, il prend le commandement du groupe des porte-avions et de l'aviation embarquée.
L'amiral Philippon est nommé sous-chef de l'état-major général en octobre 1961, et promu vice-amiral en 1963. Il est chef d'État-major particulier du président de la République française de mai 1964 à juillet 1967, promu vice-amiral d'escadre en novembre 1965. Il commande l'escadre de la Méditerranée d'août 1967 à 1969.

### Écrit ses souvenirs
Il est versé dans la 2ème section en novembre 1969, et écrit des livres de souvenirs. Il est membre de l'Académie de marine depuis 1972. Il est mort en 1982.

### Distinctions
- Grand officier de la Légion d'honneur (1966)[5],[6]
- Croix de guerre 1939–1945
- Médaille de la Résistance française (31 mars 1947)[7]
- Officier de l'ordre du Mérite maritime
- King's Medal for Courage in the Cause of Freedom (Royaume-Uni)

## Publications
- S. et G., Paris, éditions France-Empire, 1957, 271 pages ; réédité sous le titre Services secrets contre cuirassés : Brest 1940-1942, Paris, Hachette, 1964 ; Paris, Nouvelles Éditions latines, 2000  (ISBN 2-7233-2022-7).
- Le Blocus du « Scharnhorst » et du « Gneisenau », Paris, éditions France-Empire, s.d.
- Le Métier de la mer, Paris, éditions France-Empire, 1971.
- La Royale et le roi, Paris, éditions France-Empire, 1982.

## Hommages
- Rond-point Amiral-Jean-Philippon, à Brest.

## Sources bibliographiques
- « Philippon (Jean-Armand-Marc) », dans Étienne Taillemite, Dictionnaire des marins français, Paris, éditions Tallandier, mai 2002 (1re éd. 1982), 573 p. (ISBN 2-84734-008-4), p. 420-421.
- Guy Perrier, Rémy, l'agent secret numéro 1 de la France libre, Paris, Perrin, 2001, 298 p. (ISBN 2-262-01652-6), p. 60-64, 71, 75, 79-87, 96, 111.
- Éric Chiaradia, L'entourage du général de Gaulle : juin 1958-avril 1969, Paris, Publibook, 2011, 821 p. (ISBN 978-2-7483-6016-5, lire en ligne).